# Bázismegoldás
Tekintsük a {\displaystyle Px=b_{0}} {\displaystyle Qx\leq b_{1}} rendszerrel definiált R poliéder egy {\displaystyle z} elemét. Jelölje {\displaystyle M_{z}^{=}} azoknak a P-beli és Q-beli soroknak az összességét, amiket z egyenlőséggel teljesít. 
{\displaystyle z} a {\displaystyle Px=b_{0}} {\displaystyle Qx=b_{1}} rendszer bázismegoldása, ha az {\displaystyle M_{z}^{=}} mátrix rangja megegyezik a P és a Q összes sorából alkotott M mátrix rangjával.
Bár egy, a poliédert leíró egyenlőtlenségrendszerrel szokás definiálni, a bázismegoldás nem függ a poliéder megadásának módjától. 
A lineáris optimalizálás szempontjából fontos, hogy az adott poliéderen értelmezett lineáris függvények szélsőértéküket valamelyik bázismegoldáson veszik fel.
A lineáris optimalizálásban poliéderen lineáris egyenlőtlenségrendszerek megoldáshalmazát értenek. Ezzel a terminológiával élve egy lineáris altér, egy féltér ugyanúgy poliéder, mint például a kocka. Mivel a lineáris egyenlőtlenségrendszerek megoldáshalmaza félterek metszeteként áll elő, ezért ezek a poliéderek mind konvexek.

## Tulajdonságok
- Ha a poliédernek vannak csúcsai, akkor a csúcsai bázismegoldások.
- Megfordítva, egy csúcsos poliéder egy pontja bázismegoldás, ha csúcs.
- Minden nem üres poliédernek van bázismegoldása.
- A poliéderen értelmezett lineáris függvények, ha van szélsőértékük, akkor szélsőértéküket valamelyik bázismegoldáson veszik fel.

## Más alakú egyenlőtlenségrendszerek bázismegoldásai
- Az {\displaystyle Ax=b} {\displaystyle x\geq 0/} rendszer bázismegoldásai azok a z poliéderbeli elemek, amik pozitív koordinátáihoz tartozó A-beli oszlopok lineárisan függetlenek.
- Az {\displaystyle yA\geq 0} {\displaystyle yb=-1} rendszer bázismegoldásai azok az y0 poliéderbeli elemek, amik merőlegesek {\displaystyle A} {\displaystyle \mathrm {rang} (A,b)-1} lineárisan független oszlopára.
- Az x=(x0,x1) poliéderbeli elem a {\displaystyle Px_{0}+Ax_{1}=b} {\displaystyle x_{1}\geq 0} rendszer bázismegoldása, ha az xben az x0 nem nulla elemeihez tartozó P-beli oszlopokhoz az A oszlopaiból rangnyi függetlent választva lineárisan független rendszerhez jutunk.
- A {\displaystyle Bx\leq b} {\displaystyle x\geq 0} rendszer bázismegoldásai azok az z poliéderbeli elemek, amikhez van B-nek egy nem szinguláris részmátrixa, amire a hozzá tartozó egyenletrendszert megoldva megkapjuk z összes nem nulla koordinátáját.

## Erős bázismegoldás
Ha az egyenlőtlenségrendszerrel leírt poliédernek vannak csúcsai, akkor véges sok csúcsa van, ezáltal véges sok bázismegoldása. De ha az egyenlőtlenségrendszer olyan poliédert ír le, aminek nincsenek csúcsai, akkor a poliéder összes pontja bázismegoldás, így a fogalom használhatatlanná válhat az optimalizálás szempontjából. Ezért vezetik be az erős bázismegoldást:
Definíció: A z bázismegoldás erős, ha a {\displaystyle Px=b_{0}} {\displaystyle Qx\leq b_{1}} rendszerben a z nem nulla koordinátáihoz tartozó oszlopok lineárisan függetlenek.
Az erős bázismegoldásra is igaz, hogy csak a poliédertől függ, és nem az azt leíró egyenlőtlenségrendszer alakjától, és ha egy lineáris függvénynek van szélsőértéke a poliéderen, akkor azt erős bázismegoldáson veszi fel.
A {\displaystyle Qx\leq b_{1}} rendszer erős bázismegoldásai pontosan azok a poliéderben levő pontok, amik megkaphatók a következő módon: Vesszük a Q mátrix egy rang x rang méretű részmátrixát, és megoldjuk a hozzá tartozó egyenlőtlenségrendszert. A megoldást kiegészítve megkapjuk a pontot.